# Mabel Lake
Mabel Lake är en sjö i Kanada.   Den ligger i provinsen British Columbia, i den södra delen av landet, 3 200 km väster om huvudstaden Ottawa. Mabel Lake ligger 386 meter över havet. Arean är 59,90 kvadratkilometer. Den sträcker sig 32,7 kilometer i nord-sydlig riktning, och 11,9 kilometer i öst-västlig riktning.
I omgivningarna runt Mabel Lake växer i huvudsak barrskog. Runt Mabel Lake är det mycket glesbefolkat, med 2 invånare per kvadratkilometer.